# Ataque del tren de Portland de 2017
El ataque al tren de Portland, ocurrido el 26 de mayo de 2017, tuvo lugar cuando un hombre apuñaló a dos personas e hirió a una tercera, luego de que se enfrentó a gritar lo que se describió como insultos racistas y antimusulmanes contra dos adolescentes en un tren MAX Light Rail. en Portland, Oregón. Dos de las víctimas, Ricky John Best of Happy Valley, técnico de la Oficina de Servicios de Desarrollo de la Ciudad de Portland, veterano del Ejército de los EE. UU. Y padre de cuatro hijos, y Taliesin Myrddin Namkai-Meche de Portland, recién graduada de la universidad, murieron siguiendo el ataque. La tercera víctima, Micah David-Cole Fletcher, sobrevivió a heridas graves.
Tras el ataque, Jeremy Joseph Christian, quien se describió a sí mismo como un nacionalista blanco, fue arrestado y acusado de asesinato, intento de asesinato y otros delitos. Después de ser acusado por un gran jurado, Christian se declaró inocente de los cargos y se le negó la libertad bajo fianza en noviembre de 2017. Su juicio está programado para el 24 de junio de 2019. El ataque fue ampliamente condenado por la comunidad de Portland, políticos y grupos de derechos civiles. algunos de los cuales dijeron que representaba un aumento en el discurso de odio, el racismo y los incidentes islamófobos en los Estados Unidos.

## Autor
Jeremy Joseph Christian había sido condenado previamente por secuestro y robo de una tienda de conveniencia en mayo de 2002 y condenado a 90 meses de prisión por ese delito. Durante el robo, usó una máscara de esquí, empuñó un revólver calibre .38 y esposó al dueño de la tienda a un poste en la tienda; fue detenido a varias cuadras de la tienda. Christian también fue arrestado en 2010 por cargos de ser un delincuente en posesión de un arma de fuego y robo, pero esos cargos fueron retirados más tarde.
Sostuvo opiniones extremistas, publicando material neonazi, antisemita y de extrema derecha en las redes sociales , así como material que indica una afinidad por la violencia política. Christian se describió a sí mismo como un nacionalista blanco. The Oregonian señaló que Christian hizo muchas publicaciones contradictorias en Facebook, pero que tales contradicciones son típicas de los extremistas. Dijo que sus publicaciones "revelan un coleccionista de cómics con afiliaciones políticas nebulosas que por encima de todo parecían odiar la circuncisión y a Hillary Clinton". En ocasiones expresó su apoyo a Bernie Sanders y Donald Trump, aunque escribió que no votó. También fue un extremista anti-circuncisión. Según amigos y conocidos, las acciones de Christian se estaban volviendo cada vez más inestables, y él necesitaba ayuda mental, pero no se le había dado un diagnóstico formal.

## Juicio
Los fiscales presentaron el testimonio de 40 testigos contra Christian , incluido Micah Fletcher, quien resultó herido en el apuñalamiento. Un detective de homicidios de Portland que entrevistó a Fletcher también testificó y mostró al jurado el cuchillo plegable que se utilizó. Se introdujeron como evidencia videos de teléfonos celulares y videos de vigilancia de TriMet que mostraban a Christian apuñalando a las víctimas. También se transmitieron al jurado extensas grabaciones de video y audio de las peroratas de Christian después del arresto. Christian no testificó en su propia defensa. Los abogados presentaron sus alegatos finales el 19 de febrero; después de 11 horas de deliberación durante dos días, el 21 de febrero el jurado anunció que había declarado culpable por unanimidad a Christian de todos los cargos. El 24 de junio de 2020, Christian fue sentenciado a dos cadenas perpetuas consecutivas, una por cada cargo de asesinato en primer grado, sin posibilidad de libertad condicional. Christian recibió 51,5 años adicionales por cargos relacionados. Durante la audiencia de sentencia, Christian fue sacado de la sala del tribunal después de un estallido de ira dirigido a una de sus víctimas sobrevivientes.

## Víctimas
Ricky John Best, de 53 años, de Happy Valley, murió en la escena. Era técnico de la Oficina de Servicios de Desarrollo de la Ciudad de Portland, veterano del Ejército de los Estados Unidos y padre de cuatro hijos. En 2012, se retiró del Ejército después de más de veinte años de servicio.
Taliesin Myrddin Namkai-Meche, de 23 años, de Portland, murió en un hospital poco después del ataque. Se había graduado recientemente de Reed College con un título en economía y trabajó para la firma de consultoría Cadmus Group. Un pasajero que lo ayudó informó sus últimas palabras: "Dile a todos en este tren que los amo".
Micah David-Cole Fletcher, de 21 años, sobrevivió y fue tratado en el Legacy Emanuel Medical Center por heridas graves pero no mortales, específicamente por una herida con un cuchillo en la garganta. El atacante cortó la vena yugular izquierda de Micah mientras extrañaba su arteria carótida por milímetro. Fletcher fue dado de alta del hospital a tiempo para asistir a la comparecencia de Christian el 30 de mayo de 2017. Fletcher, un estudiante de la Universidad Estatal de Portland, ganó un concurso de poesía en 2013 mientras era un estudiante de secundaria con un poema sobre la islamofobia en los Estados Unidos. .
Destinee Mangum, una de las dos chicas acosadas por el agresor, expresó su gratitud a los tres hombres que intervinieron para ayudarla.